# Mette Ingvartsen
Mette Ingvartsen est une danseuse, chorégraphe et performeuse danoise née en 1980 à Aarhus.

## Biographie
Depuis 2002, Mette Ingvartsen travaille à Bruxelles sur une œuvre de chorégraphies, performances et « installations vivantes » à la fois conceptuelles et très physiques. Son travail artistique ne se démarque jamais de la recherche et des concepts théoriques. Elle a créé sa première performance, Manual Focus (2003), tout en étudiant. Par la suite, elle a initié divers projets de recherche et créé un large éventail de performances, dont 50/50 (2004), to come (2005), Why We Love Action (2007), It'S In The Air (2008), Giant City (2009) et All the way out there… (2011). Les questions sur la kinesthésie, la perception, l'affect et la sensation sont centrales. Bien qu'elle ait étudié pendant quatre ans à P.A.R.T.S., une école de danse réputée pour son éducation hautement physique, Mette Ingvartsen a commencé à considérer la chorégraphie comme une pratique qui ne concerne pas seulement le corps physique du danseur mais aussi différents types d'interprètes non humains et d'animation. matériaux. Elle enlève même le corps du danseur de la scène, et elle déplace la hiérarchie entre le corps et les objets dans la danse. Cela a commencé avec la production Evaporated landscapes (2009), une chorégraphie / performance pour mousse, brouillard, lumière et son au lieu de corps (dansants).

## Spectacles

### Chorégraphe
- Solo negatives (Mette Ingvartsen, 2002)
- Manual Focus (Mette Ingvartsen, 2003)
- Out Of Order (Mette Ingvartsen, 2004)
- 50/50 (Mette Ingvartsen, 2004)
- To come (Mette Ingvartsen, 2005)
- Why We Love Action (Mette Ingvartsen / Great Investment, 2007)
- It's In The Air (Mette Ingvartsen / Great Investment avec Jefta van Dinther / Sure Basic, 2008)
- Giant City (Mette Ingvartsen / Great Investment, 2009)
- Evaporated landscapes (Mette Ingvartsen / Great Investment, 2009)
- The Extra Sensorial Garden (Mette Ingvartsen / Great Investment, 2010)
- The Light Forest (Mette Ingvartsen, 2010)
- All the way out there... (Mette Ingvartsen / Great Investment avec Guillem Mont de Palol, 2011)
- Speculations (Mette Ingvartsen / Great Investment, 2011)
- The Artificial Nature Project (Mette Ingvartsen / Great Investment, 2012)
- 69 positions (Mette Ingvartsen / Great Investment, 2014)
- 7 pleasures (Mette Ingvartsen / Great Investment, 2015)
- To come (extended) (Mette Ingvartsen / Great Investment, 2017)
- 21 pornographies (Mette Ingvartsen / Great Investment, 2017)
- All Around (Mette Ingvartsen / Great Investment, 2019)
- Moving in Concert (Mette Ingvartsen / Great Investment, 2019)

### Interprète
- KnowH2Ow (Jan Ritsema, Bojana Cvejic, Mette Ingvartsen and Sandy Williams, 2006)
- Quintette Cercle (Boris Charmatz, 2006)
- Low pieces (Xavier Le Roy, 2009)
- All Around (Will Guthrie, 2020)